# Калетник (Підляське воєводство)
Калетник (пол. Kaletnik) — село в Польщі, у гміні Шиплішки Сувальського повіту Підляського воєводства.
Населення — 222 особи (2011).
У 1975-1998 роках село належало до Сувальського воєводства.

## Демографія
Демографічна структура станом на 31 березня 2011 року:
|          | Загалом | Допрацездатний вік | Працездатний вік | Постпрацездатний вік |
| -------- | ------- | ------------------ | ---------------- | -------------------- |
| Чоловіки | 116     | 24                 | 77               | 15                   |
| Жінки    | 106     | 27                 | 60               | 19                   |
| Разом    | 222     | 51                 | 137              | 34                   |